# اوتلاگی
اوتلاگی (به لاتین: Utalgi) یک منطقه مسکونی در جمهوری آذربایجان است که در شهرستان آب‌شوران واقع شده است.